# Maurycy Taubwurcel
Maurycy Taubwurcel (ur. 1830 w Warszawie, zm. ?) – prezydent miasta Łodzi od 1869 do 1878.
Za jego kadencji:
- wybrukowano łódzkie ulice
- założono drugi publiczny park – tuż obok Dworca Fabrycznego, stąd jego nazwa Kolejowy
- w latach 70. powstał zespół fabryczny Karola Scheiblera
- rozpoczęła się budowa fabryki Poznańskiego i Juliusza Heinzla

W 1878 zrezygnował z prezydentury i przeniósł się do Ministerstwa Skarbu.